# Tour Poitou-Charentes en Nueva Aquitania 2021
La 35.ª edición de la competición ciclista Tour Poitou-Charentes en Nueva Aquitania (llamado oficialmente: Tour Poitou-Charentes en Nouvelle Aquitaine) fue una carrera de ciclismo en ruta por etapas que se celebró entre el 24 y el 27 de agosto de 2021 en Francia con inicio en la ciudad de Pons y final en la ciudad de Poitiers, sobre una distancia total de 686,6 kilómetros.
La carrera formó parte del UCI Europe Tour 2021, calendario ciclístico de los Circuitos Continentales UCI, dentro de la categoría 2.1 y fue ganada por el británico Connor Swift del Arkéa Samsic. Completaron el podio, como segundo y tercer clasificado respectivamente, el francés Bruno Armirail del Groupama-FDJ y el danés Morten Hulgaard del Uno-X.

## Equipos participantes
Tomaron parte en la carrera 21 equipos: 4 de categoría UCI WorldTeam invitados por la organización, 14 de categoría UCI ProTeam, y 2 de categoría Continental. Formaron así un pelotón de 136 ciclistas de los cuales finalizaron 102. Los equipos participantes fueron:
| WorldTeams (4)- AG2R Citroën Team - Cofidis - Groupama-FDJ - Israel Start-Up Nation ProTeams (14)- B&B Hotels p/b KTM - Delko - Arkéa-Samsic - TotalEnergies - Androni Giocattoli-Sidermec - Bardiani CSF Faizanè - Bingoal Pauwels Sauces WB - Caja Rural-Seguros RGA - Eolo-Kometa - Equipo Kern Pharma - Euskaltel-Euskadi - Gazprom-RusVelo - Rally Cycling - Uno-X Pro Cycling Team Equipos continentales (2)- Xelliss-Roubaix Lille Métropole - Saint Michel-Auber 93 |
| |

## Recorrido
El Tour Poitou-Charentes en Nueva Aquitania dispuso de cuatro etapas para un recorrido total de 686,6 kilómetros.
| Etapa     | Fecha     | Recorrido                  | type                    | Distancia (km) | Ganador         | Líder        |
| --------- | --------- | -------------------------- | ----------------------- | -------------- | --------------- | ------------ |
| 1.ª etapa | 24 de ago | Pons – Parthenay           | etapa escarpada         | 197,3          | Elia Viviani    | Elia Viviani |
| 2.ª etapa | 25 de ago | Parthenay – Ruffec         | etapa escarpada         | 191,6          | Jason Tesson    | Elia Viviani |
| 3.ª etapa | 26 de ago | Moncontour – Loudun        | etapa llana             | 109,6          | Elia Viviani    | Elia Viviani |
| 4.ª etapa | 26 de ago | Monts-sur-Guesnes – Loudun | contrarreloj individual | 23,5           | Ben Hermans     | Connor Swift |
| 5.ª etapa | 27 de ago | Villefagnan – Poitiers     | etapa llana             | 164,6          | Clément Carisey | Connor Swift |

## Desarrollo de la carrera

### 1.ª etapa
| Pons - Parthenay | etapa escarpada | (197,3 km) |

| \| Clasificación de la etapa \| Clasificación de la etapa \| Clasificación de la etapa \| Clasificación de la etapa \| Clasificación de la etapa \| \| Ciclista \| Ciclista \| Equipo \| Tiempo \| \| \| ------------------------- \| ------------------------- \| ------------------------------- \| ------------------------- \| ------------------------- \| \| 1.º \| Elia Viviani \| Cofidis \| 5 h 01 min 31 s \| \| \| 2.º \| Simone Consonni \| Cofidis \| + 0 s \| \| \| 3.º \| Marc Sarreau \| AG2R Citroën Team \| + 0 s \| \| \| 4.º \| Eduard-Michael Grosu \| Delko \| + 0 s \| \| \| 5.º \| Timothy Dupont \| Bingoal Pauwels Sauces WB \| + 0 s \| \| \| 6.º \| Emiel Vermeulen \| Xelliss-Roubaix Lille Métropole \| + 0 s \| \| \| 7.º \| Hugo Hofstetter \| Israel Start-Up Nation \| + 0 s \| \| \| 8.º \| Colin Joyce \| Rally Cycling \| + 0 s \| \| \| 9.º \| Connor Swift \| Arkéa-Samsic \| + 0 s \| \| \| 10.º \| Luca Wackermann \| Eolo-Kometa \| + 0 s \| \| |                      |                                 |                 |
| |                      |                                 |                 |
| |                      |                                 |                 |
| Clasificación de la etapa |                      |                                 |                 |
| Ciclista | Ciclista             | Equipo                          | Tiempo          |
| 1.º | Elia Viviani         | Cofidis                         | 5 h 01 min 31 s |
| 2.º | Simone Consonni      | Cofidis                         | + 0 s           |
| 3.º | Marc Sarreau         | AG2R Citroën Team               | + 0 s           |
| 4.º | Eduard-Michael Grosu | Delko                           | + 0 s           |
| 5.º | Timothy Dupont       | Bingoal Pauwels Sauces WB       | + 0 s           |
| 6.º | Emiel Vermeulen      | Xelliss-Roubaix Lille Métropole | + 0 s           |
| 7.º | Hugo Hofstetter      | Israel Start-Up Nation          | + 0 s           |
| 8.º | Colin Joyce          | Rally Cycling                   | + 0 s           |
| 9.º | Connor Swift         | Arkéa-Samsic                    | + 0 s           |
| 10.º | Luca Wackermann      | Eolo-Kometa                     | + 0 s           |

| \| Clasificación general \| Clasificación general \| Clasificación general \| Clasificación general \| Clasificación general \| \| Ciclista \| Ciclista \| Equipo \| Tiempo \| \| \| --------------------- \| --------------------- \| ------------------------------- \| --------------------- \| --------------------- \| \| 1.º \| Elia Viviani \| Cofidis \| 5 h 01 min 21 s \| \| \| 2.º \| Simone Consonni \| Cofidis \| + 4 s \| \| \| 3.º \| Marc Sarreau \| AG2R Citroën Team \| + 6 s \| \| \| 4.º \| Eduard-Michael Grosu \| Delko \| + 10 s \| \| \| 5.º \| Timothy Dupont \| Bingoal Pauwels Sauces WB \| + 10 s \| \| \| 6.º \| Emiel Vermeulen \| Xelliss-Roubaix Lille Métropole \| + 10 s \| \| \| 7.º \| Hugo Hofstetter \| Israel Start-Up Nation \| + 10 s \| \| \| 8.º \| Colin Joyce \| Rally Cycling \| + 10 s \| \| \| 9.º \| Connor Swift \| Arkéa-Samsic \| + 10 s \| \| \| 10.º \| Luca Wackermann \| Eolo-Kometa \| + 10 s \| \| |                      |                                 |                 |
| |                      |                                 |                 |
| |                      |                                 |                 |
| Clasificación general |                      |                                 |                 |
| Ciclista | Ciclista             | Equipo                          | Tiempo          |
| 1.º | Elia Viviani         | Cofidis                         | 5 h 01 min 21 s |
| 2.º | Simone Consonni      | Cofidis                         | + 4 s           |
| 3.º | Marc Sarreau         | AG2R Citroën Team               | + 6 s           |
| 4.º | Eduard-Michael Grosu | Delko                           | + 10 s          |
| 5.º | Timothy Dupont       | Bingoal Pauwels Sauces WB       | + 10 s          |
| 6.º | Emiel Vermeulen      | Xelliss-Roubaix Lille Métropole | + 10 s          |
| 7.º | Hugo Hofstetter      | Israel Start-Up Nation          | + 10 s          |
| 8.º | Colin Joyce          | Rally Cycling                   | + 10 s          |
| 9.º | Connor Swift         | Arkéa-Samsic                    | + 10 s          |
| 10.º | Luca Wackermann      | Eolo-Kometa                     | + 10 s          |

### 2.ª etapa
| Parthenay - Ruffec | etapa escarpada | (191,6 km) |

| \| Clasificación de la etapa \| Clasificación de la etapa \| Clasificación de la etapa \| Clasificación de la etapa \| Clasificación de la etapa \| \| Ciclista \| Ciclista \| Equipo \| Tiempo \| \| \| ------------------------- \| ------------------------- \| ------------------------- \| ------------------------- \| ------------------------- \| \| 1.º \| Jason Tesson \| Saint Michel-Auber 93 \| 4 h 27 min 00 s \| \| \| 2.º \| Elia Viviani \| Cofidis \| + 0 s \| \| \| 3.º \| Sean De Bie \| Bingoal Pauwels Sauces WB \| + 0 s \| \| \| 4.º \| Anthony Turgis \| TotalEnergies \| + 0 s \| \| \| 5.º \| Marc Sarreau \| AG2R Citroën Team \| + 0 s \| \| \| 6.º \| Colin Joyce \| Rally Cycling \| + 0 s \| \| \| 7.º \| Dušan Rajović \| Delko \| + 0 s \| \| \| 8.º \| Thomas Boudat \| Arkéa-Samsic \| + 0 s \| \| \| 9.º \| Manuel Belletti \| Eolo-Kometa \| + 0 s \| \| \| 10.º \| Connor Swift \| Arkéa-Samsic \| + 0 s \| \| |                 |                           |                 |
| |                 |                           |                 |
| |                 |                           |                 |
| Clasificación de la etapa |                 |                           |                 |
| Ciclista | Ciclista        | Equipo                    | Tiempo          |
| 1.º | Jason Tesson    | Saint Michel-Auber 93     | 4 h 27 min 00 s |
| 2.º | Elia Viviani    | Cofidis                   | + 0 s           |
| 3.º | Sean De Bie     | Bingoal Pauwels Sauces WB | + 0 s           |
| 4.º | Anthony Turgis  | TotalEnergies             | + 0 s           |
| 5.º | Marc Sarreau    | AG2R Citroën Team         | + 0 s           |
| 6.º | Colin Joyce     | Rally Cycling             | + 0 s           |
| 7.º | Dušan Rajović   | Delko                     | + 0 s           |
| 8.º | Thomas Boudat   | Arkéa-Samsic              | + 0 s           |
| 9.º | Manuel Belletti | Eolo-Kometa               | + 0 s           |
| 10.º | Connor Swift    | Arkéa-Samsic              | + 0 s           |

| \| Clasificación general \| Clasificación general \| Clasificación general \| Clasificación general \| Clasificación general \| \| Ciclista \| Ciclista \| Equipo \| Tiempo \| \| \| --------------------- \| --------------------- \| --------------------- \| --------------------- \| --------------------- \| \| 1.º \| Elia Viviani \| Cofidis \| 9 h 28 min 15 s \| \| \| 2.º \| Jason Tesson \| Saint Michel-Auber 93 \| + 6 s \| \| \| 3.º \| Simone Consonni \| Cofidis \| + 10 s \| \| \| 4.º \| Marc Sarreau \| AG2R Citroën Team \| + 12 s \| \| \| 5.º \| Connor Swift \| Arkéa-Samsic \| + 15 s \| \| \| 6.º \| Colin Joyce \| Rally Cycling \| + 16 s \| \| \| 7.º \| Dušan Rajović \| Delko \| + 16 s \| \| \| 8.º \| Thomas Boudat \| Arkéa-Samsic \| + 16 s \| \| \| 9.º \| Anthony Turgis \| TotalEnergies \| + 16 s \| \| \| 10.º \| Franck Bonnamour \| B&B Hotels p/b KTM \| + 16 s \| \| |                  |                       |                 |
| |                  |                       |                 |
| |                  |                       |                 |
| Clasificación general |                  |                       |                 |
| Ciclista | Ciclista         | Equipo                | Tiempo          |
| 1.º | Elia Viviani     | Cofidis               | 9 h 28 min 15 s |
| 2.º | Jason Tesson     | Saint Michel-Auber 93 | + 6 s           |
| 3.º | Simone Consonni  | Cofidis               | + 10 s          |
| 4.º | Marc Sarreau     | AG2R Citroën Team     | + 12 s          |
| 5.º | Connor Swift     | Arkéa-Samsic          | + 15 s          |
| 6.º | Colin Joyce      | Rally Cycling         | + 16 s          |
| 7.º | Dušan Rajović    | Delko                 | + 16 s          |
| 8.º | Thomas Boudat    | Arkéa-Samsic          | + 16 s          |
| 9.º | Anthony Turgis   | TotalEnergies         | + 16 s          |
| 10.º | Franck Bonnamour | B&B Hotels p/b KTM    | + 16 s          |

### 3.ª etapa A
| Moncontour - Loudun | etapa llana | (109,6 km) |

| \| Clasificación de la etapa \| Clasificación de la etapa \| Clasificación de la etapa \| Clasificación de la etapa \| Clasificación de la etapa \| \| Ciclista \| Ciclista \| Equipo \| Tiempo \| \| \| ------------------------- \| ------------------------- \| ------------------------------- \| ------------------------- \| ------------------------- \| \| 1.º \| Elia Viviani \| Cofidis \| 2 h 22 min 49 s \| \| \| 2.º \| Timothy Dupont \| Bingoal Pauwels Sauces WB \| + 0 s \| \| \| 3.º \| Simone Consonni \| Cofidis \| + 0 s \| \| \| 4.º \| Romain Cardis \| Saint Michel-Auber 93 \| + 0 s \| \| \| 5.º \| Matteo Malucelli \| Androni Giocattoli-Sidermec \| + 0 s \| \| \| 6.º \| Thomas Boudat \| Arkéa-Samsic \| + 0 s \| \| \| 7.º \| Marc Sarreau \| AG2R Citroën Team \| + 0 s \| \| \| 8.º \| Hugo Hofstetter \| Israel Start-Up Nation \| + 0 s \| \| \| 9.º \| Jason Tesson \| Saint Michel-Auber 93 \| + 0 s \| \| \| 10.º \| Emiel Vermeulen \| Xelliss-Roubaix Lille Métropole \| + 0 s \| \| |                  |                                 |                 |
| |                  |                                 |                 |
| |                  |                                 |                 |
| Clasificación de la etapa |                  |                                 |                 |
| Ciclista | Ciclista         | Equipo                          | Tiempo          |
| 1.º | Elia Viviani     | Cofidis                         | 2 h 22 min 49 s |
| 2.º | Timothy Dupont   | Bingoal Pauwels Sauces WB       | + 0 s           |
| 3.º | Simone Consonni  | Cofidis                         | + 0 s           |
| 4.º | Romain Cardis    | Saint Michel-Auber 93           | + 0 s           |
| 5.º | Matteo Malucelli | Androni Giocattoli-Sidermec     | + 0 s           |
| 6.º | Thomas Boudat    | Arkéa-Samsic                    | + 0 s           |
| 7.º | Marc Sarreau     | AG2R Citroën Team               | + 0 s           |
| 8.º | Hugo Hofstetter  | Israel Start-Up Nation          | + 0 s           |
| 9.º | Jason Tesson     | Saint Michel-Auber 93           | + 0 s           |
| 10.º | Emiel Vermeulen  | Xelliss-Roubaix Lille Métropole | + 0 s           |

| \| Clasificación general \| Clasificación general \| Clasificación general \| Clasificación general \| Clasificación general \| \| Ciclista \| Ciclista \| Equipo \| Tiempo \| \| \| --------------------- \| --------------------- \| --------------------------- \| --------------------- \| --------------------- \| \| 1.º \| Elia Viviani \| Cofidis \| 11 h 50 min 58 s \| \| \| 2.º \| Jason Tesson \| Saint Michel-Auber 93 \| + 12 s \| \| \| 3.º \| Simone Consonni \| Cofidis \| + 14 s \| \| \| 4.º \| Marc Sarreau \| AG2R Citroën Team \| + 18 s \| \| \| 5.º \| Connor Swift \| Arkéa-Samsic \| + 21 s \| \| \| 6.º \| Thomas Boudat \| Arkéa-Samsic \| + 22 s \| \| \| 7.º \| Colin Joyce \| Rally Cycling \| + 22 s \| \| \| 8.º \| Anthony Turgis \| TotalEnergies \| + 22 s \| \| \| 9.º \| Matteo Malucelli \| Androni Giocattoli-Sidermec \| + 22 s \| \| \| 10.º \| Romain Cardis \| Saint Michel-Auber 93 \| + 22 s \| \| |                  |                             |                  |
| |                  |                             |                  |
| |                  |                             |                  |
| Clasificación general |                  |                             |                  |
| Ciclista | Ciclista         | Equipo                      | Tiempo           |
| 1.º | Elia Viviani     | Cofidis                     | 11 h 50 min 58 s |
| 2.º | Jason Tesson     | Saint Michel-Auber 93       | + 12 s           |
| 3.º | Simone Consonni  | Cofidis                     | + 14 s           |
| 4.º | Marc Sarreau     | AG2R Citroën Team           | + 18 s           |
| 5.º | Connor Swift     | Arkéa-Samsic                | + 21 s           |
| 6.º | Thomas Boudat    | Arkéa-Samsic                | + 22 s           |
| 7.º | Colin Joyce      | Rally Cycling               | + 22 s           |
| 8.º | Anthony Turgis   | TotalEnergies               | + 22 s           |
| 9.º | Matteo Malucelli | Androni Giocattoli-Sidermec | + 22 s           |
| 10.º | Romain Cardis    | Saint Michel-Auber 93       | + 22 s           |

### 3.ª etapa B
| Monts-sur-Guesnes - Loudun | contrarreloj individual | (23,5 km) |

| \| Clasificación de la etapa \| Clasificación de la etapa \| Clasificación de la etapa \| Clasificación de la etapa \| Clasificación de la etapa \| \| Ciclista \| Ciclista \| Equipo \| Tiempo \| \| \| ------------------------- \| ------------------------- \| ------------------------- \| ------------------------- \| ------------------------- \| \| 1.º \| Ben Hermans \| Israel Start-Up Nation \| 27 min 55 s \| \| \| 2.º \| John Archibald \| Eolo-Kometa \| + 1 s \| \| \| 3.º \| Bruno Armirail \| Groupama-FDJ \| + 7 s \| \| \| 4.º \| Pierre Latour \| TotalEnergies \| + 10 s \| \| \| 5.º \| Morten Hulgaard \| Uno-X Pro Cycling Team \| + 15 s \| \| \| 6.º \| Alessandro De Marchi \| Israel Start-Up Nation \| + 19 s \| \| \| 7.º \| Thibaut Pinot \| Groupama-FDJ \| + 21 s \| \| \| 8.º \| Alexys Brunel \| Groupama-FDJ \| + 24 s \| \| \| 9.º \| Connor Swift \| Arkéa-Samsic \| + 26 s \| \| \| 10.º \| Thibault Guernalec \| Arkéa-Samsic \| + 26 s \| \| |                      |                        |             |
| |                      |                        |             |
| |                      |                        |             |
| Clasificación de la etapa |                      |                        |             |
| Ciclista | Ciclista             | Equipo                 | Tiempo      |
| 1.º | Ben Hermans          | Israel Start-Up Nation | 27 min 55 s |
| 2.º | John Archibald       | Eolo-Kometa            | + 1 s       |
| 3.º | Bruno Armirail       | Groupama-FDJ           | + 7 s       |
| 4.º | Pierre Latour        | TotalEnergies          | + 10 s      |
| 5.º | Morten Hulgaard      | Uno-X Pro Cycling Team | + 15 s      |
| 6.º | Alessandro De Marchi | Israel Start-Up Nation | + 19 s      |
| 7.º | Thibaut Pinot        | Groupama-FDJ           | + 21 s      |
| 8.º | Alexys Brunel        | Groupama-FDJ           | + 24 s      |
| 9.º | Connor Swift         | Arkéa-Samsic           | + 26 s      |
| 10.º | Thibault Guernalec   | Arkéa-Samsic           | + 26 s      |

| \| Clasificación general \| Clasificación general \| Clasificación general \| Clasificación general \| Clasificación general \| \| Ciclista \| Ciclista \| Equipo \| Tiempo \| \| \| --------------------- \| --------------------- \| ---------------------- \| --------------------- \| --------------------- \| \| 1.º \| Connor Swift \| Arkéa-Samsic \| 12 h 19 min 40 s \| \| \| 2.º \| Bruno Armirail \| Groupama-FDJ \| + 10 s \| \| \| 3.º \| Morten Hulgaard \| Uno-X Pro Cycling Team \| + 18 s \| \| \| 4.º \| Alessandro De Marchi \| Israel Start-Up Nation \| + 22 s \| \| \| 5.º \| Anthony Turgis \| TotalEnergies \| + 28 s \| \| \| 6.º \| Anthony Delaplace \| Arkéa-Samsic \| + 37 s \| \| \| 7.º \| Pierre Latour \| TotalEnergies \| + 37 s \| \| \| 8.º \| Franck Bonnamour \| B&B Hotels p/b KTM \| + 42 s \| \| \| 9.º \| Thibault Guernalec \| Arkéa-Samsic \| + 53 s \| \| \| 10.º \| Simone Consonni \| Cofidis \| + 57 s \| \| |                      |                        |                  |
| |                      |                        |                  |
| |                      |                        |                  |
| Clasificación general |                      |                        |                  |
| Ciclista | Ciclista             | Equipo                 | Tiempo           |
| 1.º | Connor Swift         | Arkéa-Samsic           | 12 h 19 min 40 s |
| 2.º | Bruno Armirail       | Groupama-FDJ           | + 10 s           |
| 3.º | Morten Hulgaard      | Uno-X Pro Cycling Team | + 18 s           |
| 4.º | Alessandro De Marchi | Israel Start-Up Nation | + 22 s           |
| 5.º | Anthony Turgis       | TotalEnergies          | + 28 s           |
| 6.º | Anthony Delaplace    | Arkéa-Samsic           | + 37 s           |
| 7.º | Pierre Latour        | TotalEnergies          | + 37 s           |
| 8.º | Franck Bonnamour     | B&B Hotels p/b KTM     | + 42 s           |
| 9.º | Thibault Guernalec   | Arkéa-Samsic           | + 53 s           |
| 10.º | Simone Consonni      | Cofidis                | + 57 s           |

### 4.ª etapa
| Villefagnan - Poitiers | etapa llana | (164,6 km) |

| \| Clasificación de la etapa \| Clasificación de la etapa \| Clasificación de la etapa \| Clasificación de la etapa \| Clasificación de la etapa \| \| Ciclista \| Ciclista \| Equipo \| Tiempo \| \| \| ------------------------- \| ------------------------- \| ------------------------- \| ------------------------- \| ------------------------- \| |          |        |        |
| |          |        |        |
| |          |        |        |
| Clasificación de la etapa |          |        |        |
| Ciclista | Ciclista | Equipo | Tiempo |

## Evolución de las clasificaciones
| Etapa                   | Vencedor                | Clasificación general | Clasificación de la montaña | Clasificación de los puntos | Clasificación de los jóvenes | Clasificación por equipos |
| ----------------------- | ----------------------- | --------------------- | --------------------------- | --------------------------- | ---------------------------- | ------------------------- |
| 1.ª                     | Elia Viviani            | Elia Viviani          | Robin Juel Skivild          | Elia Viviani                | Dušan Rajović                | Cofidis                   |
| 2.ª                     | Jason Tesson            | Elia Viviani          | Robin Juel Skivild          | Elia Viviani                | Jason Tesson                 | Arkéa Samsic              |
| 3.ª A                   | Elia Viviani            | Elia Viviani          | Robin Juel Skivild          | Elia Viviani                | Jason Tesson                 | Arkéa Samsic              |
| 3.ª B                   | Ben Hermans             | Connor Swift          | Robin Juel Skivild          | Elia Viviani                | Morten Hulgaard              | Arkéa Samsic              |
| 4.ª                     | Clément Carisey         | Connor Swift          | Robin Juel Skivild          | Simone Consonni             | Morten Hulgaard              | EOLO-KOMETA               |
| Clasificaciones finales | Clasificaciones finales | Connor Swift          | Robin Juel Skivild          | Simone Consonni             | Morten Hulgaard              | EOLO-KOMETA               |

## UCI World Ranking
El Tour Poitou-Charentes en Nueva Aquitania otorgó puntos para el UCI World Ranking para corredores de los equipos en las categorías UCI WorldTeam, UCI ProTeam y Continental. Las siguientes tablas son el baremo de puntuación y los 10 corredores que obtuvieron más puntos:
| Posición              | 1.º | 2.º | 3.º | 4.º | 5.º | 6.º | 7.º | 8.º | 9.º | 10.º | 11.º | 12.º | 13.º-15.º | 16.º-25.º |
| Clasificación general | 125 | 85  | 70  | 60  | 50  | 40  | 35  | 30  | 25  | 20   | 15   | 10   | 5         | 3         |
| Por etapa             | 14  | 5   | 3   |     |     |     |     |     |     |      |      |      |           |           |
| Líder                 | 3   |     |     |     |     |     |     |     |     |      |      |      |           |           |

| Clasificación |                      |                            |         |       |       |       |
| Posición      | Ciclista             | Equipo                     | General | Etapa | Líder | Total |
| ------------- | -------------------- | -------------------------- | ------- | ----- | ----- | ----- |
| 1.º           | Connor Swift         | Arkéa Samsic               | 125     | -     | 3     | 128   |
| 2.º           | Bruno Armirail       | Groupama-FDJ               | 85      | 3     | -     | 88    |
| 3.º           | Morten Hulgaard      | Uno-X                      | 70      | -     | -     | 70    |
| 4.º           | Alessandro De Marchi | Israel Start-Up Nation     | 60      | -     | -     | 60    |
| 5.º           | Anthony Turgis       | TotalEnergies              | 50      | -     | -     | 50    |
| 6.º           | Elia Viviani         | Cofidis, Solutions Crédits | -       | 33    | 9     | 42    |
| 7.º           | Anthony Delaplace    | Arkéa Samsic               | 40      | -     | -     | 40    |
| 8.º           | Simone Consonni      | Cofidis, Solutions Crédits | 30      | 8     | -     | 38    |
| 9.º           | Franck Bonnamour     | B&B Hotels p/b KTM         | 35      | -     | -     | 35    |
| 10.º          | Pier-André Coté      | Rally                      | 25      | -     | -     | 25    |